# Cova Figueira
Cova Figueira (em Crioulo cabo-verdiano: Kóba Figera) é uma vila e sede do Concelho de Santa Catarina do Fogo, em Cabo Verde.

## Vilas próximas ou limítrofes
- Figueira Pavão, sudoeste
- Estância Roque, noroeste